# Sredny Kalar
Sredny Kalar (Russisch: Средний Калар; "Midden-Kalar") is een selo (dorp) in het buitengebied van het district Kalar van de Russische kraj Transbaikal. De plaats telt ruim 50 inwoners.
Sredny Kalar ligt aan noordzijde van de rivier Kalar (zijrivier van de Vitim) en is de meest afgelegen plaats van het district. De plaats ligt op 320 kilometer van Tsjara en is alleen over de rivier te bereiken: in de zomer per boot, in de winter over een winterweg. Het dorp ligt laag bij de rivier en is daardoor vatbaar voor overstromingen. In 2017 leidde dit tot tijdelijke evacuaties.

## Geschiedenis
Het dorp werd in 1927 gesticht door de Evenk Ivan Romanov, de broer van degene die het dorp Tsjapo-Ologo oprichtte. Hij had een aantal herten, kocht wat vee en paarden in Nertsjinsk en bouwde er een huis met een stal en zaaide er rogge. Zijn bedrijf werd begin jaren 1930 onteigend waarna in 1932 op basis van zijn bedrijf in het kader van de collectivisatie van de Evenken een kolchoz voor de rendierhouderij en jacht werd opgericht: eerst onder de naam 'Leonov', vanaf 1935 als 'Sovjetsji Oron' en vanaf 1954 als 'Kirov' om vervolgens in 1977 verder te gaan als de sovchoz 'Kalarski'. De sovchoz groeide uit tot een groot bedrijf met ruim 1500 herten in 1990.
De Evenken kwamen in 4 nieuw gebouwde houten huizen te wonen, maar bleven nog lange tijd vasthouden in hun nomadische levensstijl en hun tsjoems en andere tenten, die ze ernaast opzetten. In 1935 werd een school geopend in het dorp. Later volgden een kleuterschool, dorpswinkel, gemeenschapshuis, bibliotheek (vanaf 1953) en meteorologisch station (vanaf 1938). Vanaf de jaren 1950 werden meerdere houten huizen gebouwd. Ook werd in de sovjetperiode een klein vliegveld voor Antonov-An2-vliegtuigen bij het dorp aangelegd, maar deze werd begin jaren 1990 gesloten. Er bevindt zich nog wel een provisorische heliport.
De sovchoz ging in 1998 failliet, waarmee ook een groot deel van de rendieren verdween (in 2001 waren er nog slechts 21 rendieren) en ook het vliegveld sloot. Daarop trokken veel mensen weg en sloten ook de aanwezige basisschool en kleuterschool. Sinds 1998 wordt de severny zavoz (winterlevering van goederen) verzorgd door het districtsbestuur middels vrachtwagens die over het ijs van de Vitim en de Kalar naar het dorp rijden. Er bevindt zich nog wel een feldsjerpost in het dorp.
Omdat het dorp geen goede middelen van bestaan heeft en de severny zavoz erg duur is werd er in 2009 een wet aangenomen over het sluiten van het dorp en het hervestigen van de bevolking in de grotere plaatsen van het district, maar de bevolking weigerde te vertrekken en de wet werd weer ingetrokken. Veel mensen in het dorp komen hebben naast inkomsten uit de jacht en rendierhouderij echter ook een uitkering. Sredny Kalar behoort tot de snelst leeglopende plaatsen van het district. Volgens het districtsbestuur woonden er in 2016 nog maar 20 mensen.

## Bevolkingsontwikkeling
| Demografische ontwikkeling van de plaats tussen 1989 en 2015 |
| ------------------------------------------------------------ |
|                                                              |
| ■ Volkstelling ■ Schatting                                   |